# Paglia Orba
Die Paglia Orba ist ein 2525 m hoher Berg auf Korsika. Durch ihre relativ isolierte Lage dominiert sie die Westküste der Insel. Sie wird als „Königin der korsischen Berge“, aufgrund der charakteristischen Silhouette manchmal auch als das „Matterhorn Korsikas“ bezeichnet. Die Paglia Orba liegt etwa 7 km südwestlich des Monte Cinto.
Die beste Sicht auf diesen Berg hat man in Calacuccia. Der Normalanstieg führt vom Col de Vergio über die am GR 20 gelegene Hütte Ciottulu Di I Mori. Zwischen Hütte und Gipfel weist der Weg Kletterstellen im II. Schwierigkeitsgrad auf, die auch im Abstieg bewältigt werden müssen.
Im Gegensatz zu den umliegenden Granit- und Rhyolith-Gipfeln ist die Paglia Orba aus klastischen Sedimenten wie Konglomeraten und Sandsteinen aufgebaut, die während der Perm-Zeit in der damals noch jungen Vulkan-Caldera des Monte-Cinto-Massivs abgelagert wurden.